# Fimbristylis modesta
Fimbristylis modesta är en halvgräsart som beskrevs av Stanley Thatcher Blake. Fimbristylis modesta ingår i släktet Fimbristylis och familjen halvgräs. Inga underarter finns listade i Catalogue of Life.